# Pleurotheciopsis tropicalis
Pleurotheciopsis tropicalis är en svampart som beskrevs av R.F. Castañeda & M. Calduch 2001. Pleurotheciopsis tropicalis ingår i släktet Pleurotheciopsis, divisionen sporsäcksvampar och riket svampar.   Inga underarter finns listade i Catalogue of Life.